# Данфермлин Атлетик
«Данфе́рмлин Атле́тик» — шотландский футбольный клуб из города Данфермлин, выступающий в шотландском Чемпионшипе. Основан 2 июня 1885 года. Домашние матчи проводит на стадионе «Ист Энд Парк», вмещающем 11 480 зрителей. «Данфермлин» является двукратным обладателем Кубка Шотландии.

## История

### Золотая Эра (1960-е годы)
Тренер Джок Стейн стал тренером Данфермлина и стал зачинщиком Золотой Эры для Данфермлин Атлетик. Команда регулярно участвовала в еврокубках в 60-е и начало 70-х годов прошлого столетия.
Под руководством Стейна, Данфермлин стал обладателем кубка Шотландии в сезоне 1960/61, обыграв Селтик со счетом 2:0. В 1962 году они достигли четвертьфинала Еврообладателей кубков, проиграв Уйпешту 5:3, в сумме двух матчей. Команда достигла такого результата, обыграв Сейнт Патрик Атлетик и Вардар. В сезоне 1962/63 Данфермлин обыграл Эвертон в Кубке ярмарок.
В 1966 году Алекс Фергюсон стал одним из бомбардиров клуба.

### Шотландская Премьер-лига (2000—2007)
Данфермлин снова попал в Шотландское первенство, после семилетнего перерыва, завершая сезон переменными результатами. Сезон 2002/03 оказался для Данфермлина хорошим, команда оказалась впервые заняла пятое место, благодаря бомбардиру, нападающему сборной Шотландии, Стиви Кроуфорду, который отличился 19 мячами.

### Возвращение в Первый Дивизион (2007—2011)
После вылета в Первый Дивизион, Данфермлин потерял двух ключевых игроков: Доруса де Вриса, который перешел в Суонси и полузащитник Гари Мэйсон, который желал играть в элитном дивизион, выбрав Сейт Миррен. После поражения в первом туре от Хамильтон Академикал со счетом 2:1, Парсы играли в товарическом матче против Манчестер Юнайтед, посвященный старожилу клубу Скоту Томпсону, проиграв 4:0. Их первый матч в сезоне, в Кубке УЕФА закончился поражением от Хабнарфьордюра.

## Визитная карточка

### Форма

#### Домашняя
| 2016/17 | 2017/18 | 2018/19 | 2019/20 | 2020/21 | 2021/22 | 2022/23 | 2023/24 | 2024/25 |

#### Гостевая
| 2016/17 | 2017/18 | 2018/19 | 2019/20 | 2020/21 | 2021/22 | 2022/23 | 2023/24 | 2024/25 |

#### Резервная
| 2018/19 | 2022/23 |

Источники:,
Традиционные цвета «Данфермлина» — черный и белый, классическая раскраска формы представляет собой черные футболки с белыми полосами, черные трусы, черные гетры с белой полосой. Отсюда идёт прозвище команды — «The Pars». Впервые команда вышла на поле в черных майках с белыми полосами весной 1885 года.

#### Титульные и технические спонсоры

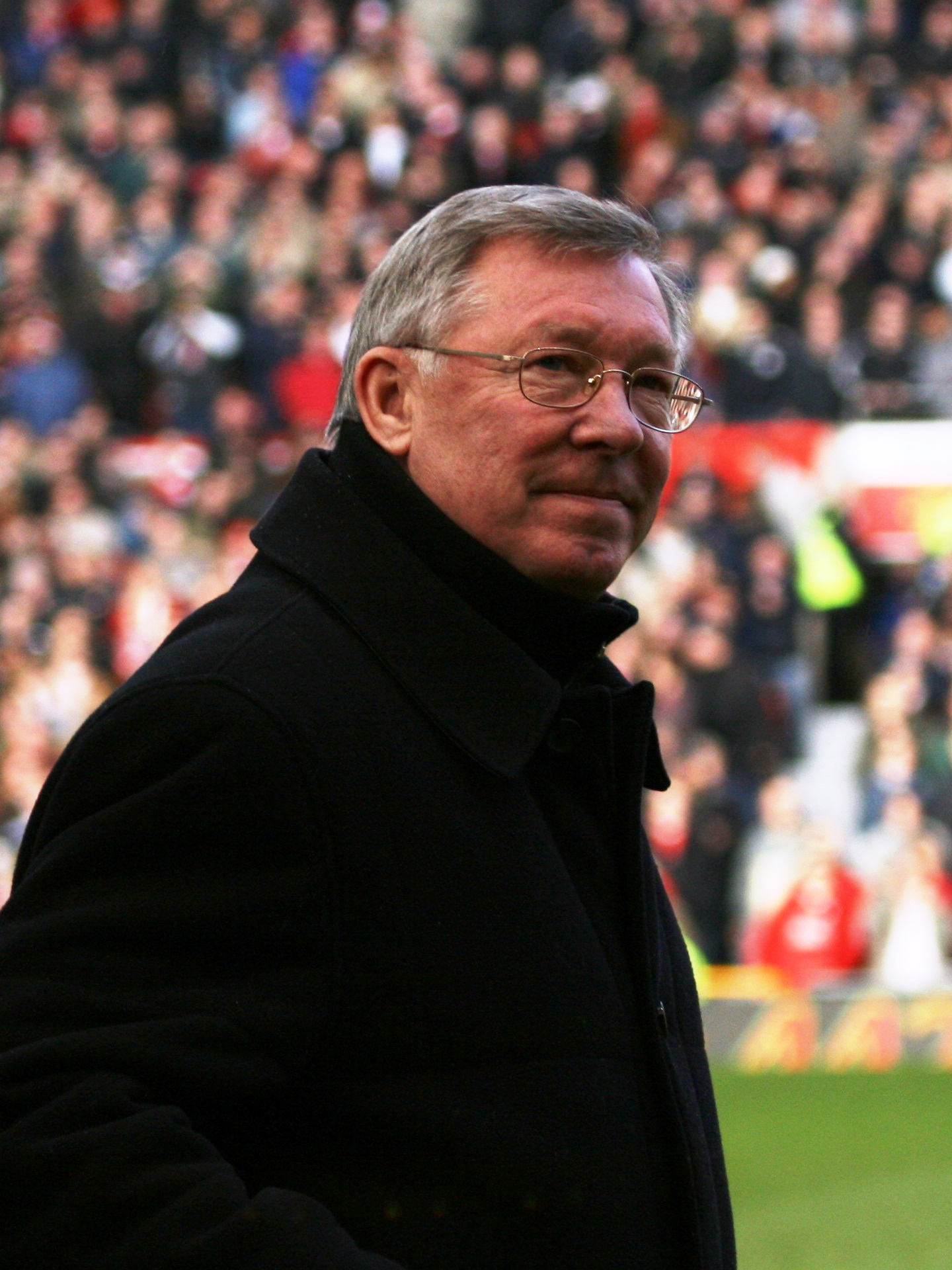
Сэр Алекс Фергюсон был игроком «Данфермлина» с 1965 по 1968 год

| Период     | Поставщик      |
| ---------- | -------------- |
| 1977—1986  | Bukta          |
| 1986—1992  | Umbro          |
| 1992—1994  | Hummel         |
| 1994—1996  | Matchwinner    |
| 1996—1997  | Le Coq Sportif |
| 1997—2000  | Avec           |
| 2000—2007  | TFG            |
| 2007—2008  | Adidas         |
| 2008—2012  | Puma           |
| 2012—2023  | Joma           |
| 2023—н. в. | Errea          |

### Стадион
Основная статья: Ист Энд Парк

## Достижения

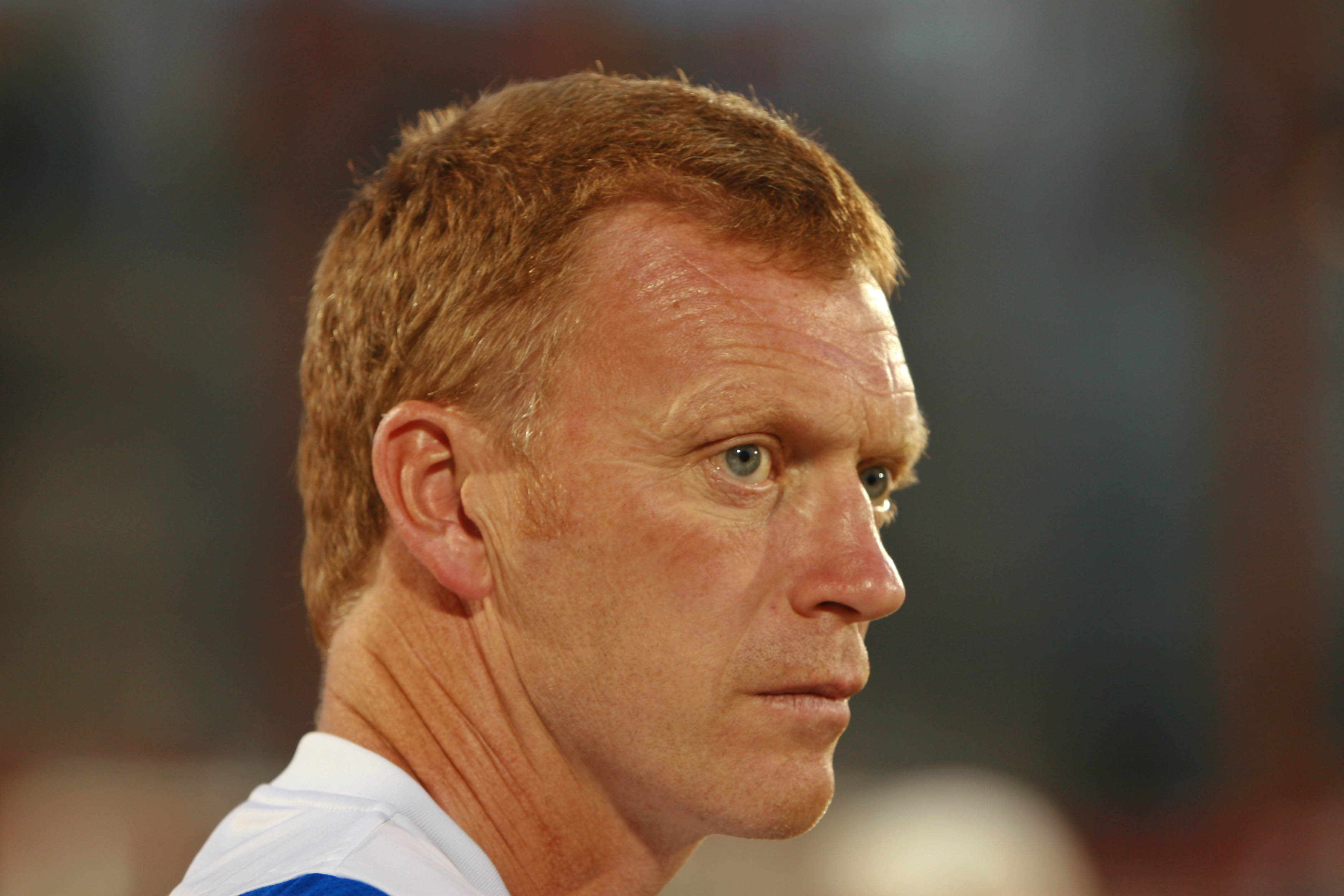
Дэвид Мойес — был основным защитником «Данфермлина» в начале 90-х

- Первая лига Шотландии:
  - Победитель (2): 1989, 1996.
- Кубок Шотландии:
  - Обладатель (2): 1961, 1968.
  - Финалист (3): 1965, 2004, 2007.
- Кубок шотландской лиги: Дэвид Мойес — был основным защитником «Данфермлина» в начале 90-х
  - Финалист (3): 1950, 1992, 2006.

## Выступления в еврокубках
| Сезон   | Турнир        | Раунд |                                     | Клуб                 | Счёт      |
| ------- | ------------- | ----- | ----------------------------------- | -------------------- | --------- |
| 1961/62 | Кубок кубков  | К     | Флаг Ирландии                       | Сент-Патрикс Атлетик | 4:1, 4:0  |
|         |               | 1Р    | Флаг Югославии (1945—1991)          | Вардар               | 5:0, 0:2  |
|         |               | 1/4   | Флаг Венгрии                        | Уйпешт               | 0-1, 3-4  |
| 1962/63 | Кубок ярмарок | 1Р    | Флаг Англии                         | Эвертон              | 2:0, 0:1  |
|         |               | 2Р    | Флаг Испании (1945—1977)            | Валенсия             | 6:2, 0:4  |
| 1964/65 | Кубок ярмарок | 1Р    | Флаг Швеции                         | Эргрюте              | 4:2, 0:0  |
|         |               | 2Р    | Флаг Германии                       | Штутгаарт            | 1:0, 0:0  |
|         |               | 3Р    | Флаг Испании (1945—1977)            | Атлетик Бильбао      | 1:0, 0:1  |
| 1965/66 | Кубок ярмарок | 2Р    | Флаг Дании                          | Б 1903               | 5:0, 4:2  |
|         |               | 3Р    | Флаг Чехословакии                   | Спартак Брно         | 2:0, 0:0  |
|         |               | 1/4   | Флаг Испании (1945—1977)            | Реал Сарагоса        | 1:0, 2:4  |
| 1966/67 | Кубок ярмарок | 1Р    | Флаг Норвегии                       | Фригг                | 3:1, 3:1  |
|         |               | 2Р    | Флаг Югославии (1945—1991)          | Динамо (Загреб)      | 4:2, 0:2  |
| 1968/69 | Кубок кубков  | 1Р    | Флаг Кипра (1960—2006)              | АПОЭЛ                | 10:1, 2:0 |
|         |               | 2Р    | Флаг Греции (1822–1969 и 1975–1978) | Олимпиакос           | 4:0, 0:3  |
|         |               | 1/4   | Флаг Англии                         | Вест Бромвич Альбион | 0:0, 1:0  |
|         |               | 1/2   | Флаг Чехословакии                   | Слован (Братислава)  | 1:1, 0:1  |
| 1969/70 | Кубок ярмарок | 1Р    | Флаг Франции                        | Бордо                | 4:0, 0:2  |
|         |               | 2Р    | Флаг Польши                         | Гвардия              | 2:1, 1:0  |
|         |               | 3Р    | Флаг Бельгии                        | Андерлехт            | 3:2, 0:1  |
| 2004/05 | Кубок УЕФА    | 2К    | Флаг Исландии                       | Хабнарфьордюр        | 1:2, 2:2  |
| 2007/08 | Кубок УЕФА    | 2К    | Флаг Швеции                         | Хеккен               | 1:1, 0:1  |

- К — квалификационный раунд,
- 2К — второй квалификационный раунд,
- 1Р — первый раунд,
- 2Р — второй раунд,
- 3Р — третий раунд,
- 1/4 — четвертьфинал,
- 1/2 — полуфинал.